# Kam & Van der Meulen

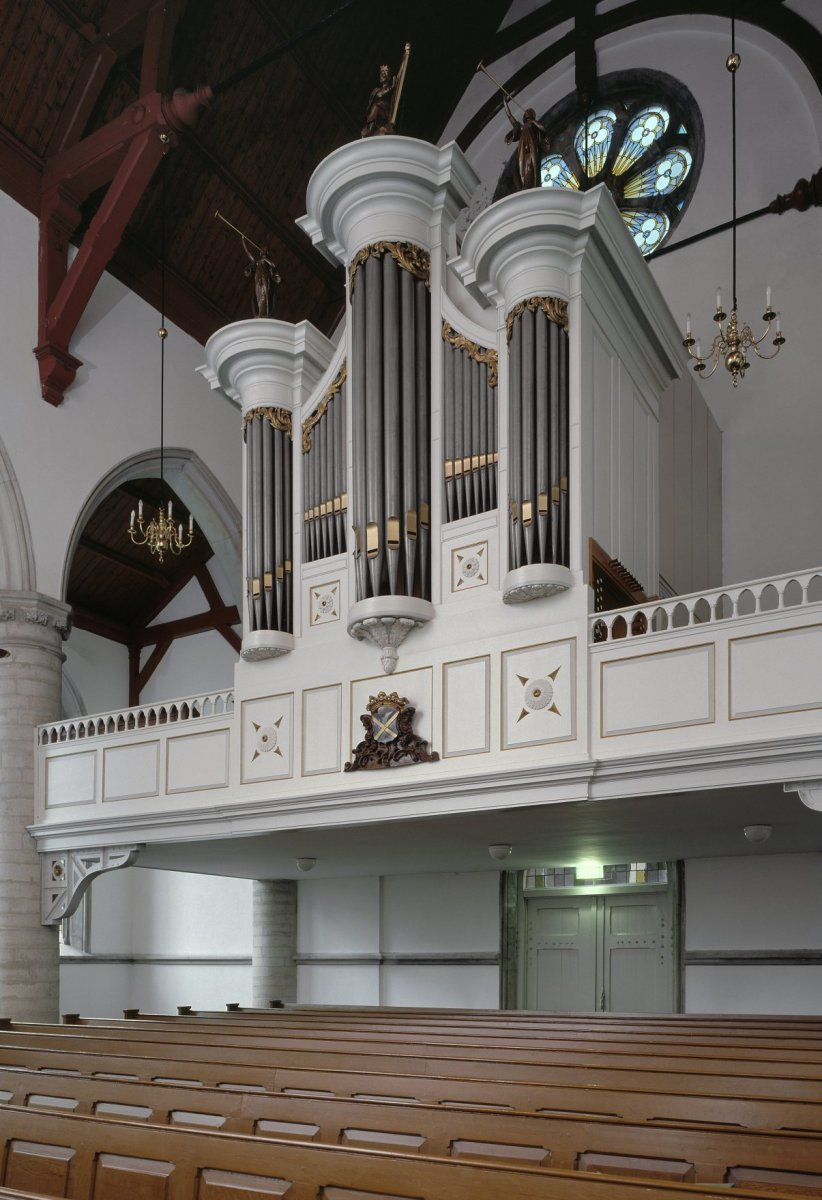
Kam & Van der Meulen in de Nederlands Hervormde Kerk te Pijnacker.

Kam & Van der Meulen, waren een uit Rotterdam afkomstige orgelbouwers, die in de 19e eeuw in Nederland werkten.

## Leven en werk
Willem Hendrik Kam (1806 – 1863) en Hendrik van der Meulen (1810 – 1852) waren vanaf 1837 zelfstandig als orgelmakers te Rotterdam gevestigd. Orgels die zij beiden hebben gebouwd zijn onder andere een salon-orgel die in 1903 in de "Onderwegkerk" in Blauwkapel te Utrecht is geplaatst. Dit orgel is gebouwd in 1844 en kwam oorspronkelijk uit Amsterdam waar deze tweedehands was gekocht. Ook het orgel in de Citykerk Het Steiger te Rotterdam waarvan de orgelkast geroemd werd om haar ontwerp is van hun hand. En in de Nieuwe Kerk te Zierikzee werd in 1848 het Kam & Van der Meulen orgel in gebruik genomen. Orgelbouwers C.F.A. Naber te Deventer, de fa. J. Batz te Utrecht waren ook benaderd voor de bouw van het orgel, maar de keus viel op Kam & Van der Meulen.

## Orgels van de hand van Kam & Van der Meulen
- Grote of Sint Michaëlskerk van Oudewater (1840)[5]
- Oud-Katholieke Kerk van de Heilige Maria-Maior van Dordrecht (1844)[6]
- Nieuwe Kerk van Zierikzee (1848)[7]
- Hervormde Kerk van Nieuw-Lekkerland (1853)[8]
- Evangelisch Lutherse Kerk ‘Dit is in Abrahams schoot’ van Gorinchem (1859)[9]
- Onderwegkerk van Blauwkapel te Utrecht (1903)
- Sint Catharijnekerk Brielle (1854) met ouder pijpwerk.
- Sint Bonifatiuskerk te Rijswijk (40 registers, 1841).

Adema · Gebroeders Van der Aa · Jacobus Armbrost · Bakker & Timmenga · Johann Bätz · Jonathan Bätz · Joseph Binvignat · Sander Booij · Martin Butter · Van Dam · Matthijs van Deventer · Geert Pieters Dik · Johannes Duyschot · Roelof Barentszn Duyschot · Bernhardt Edskes · Marten Eertman · Gerardus Elberink · Elbertse · Antoon van Elen · Flentrop · Dirk Flentrop · Heinrich Hermann Freytag · Rudolf Garrels · Justus Geerkens · Pieter Geerkens · Gradussen · Albertus van Gruisen · Willem van Gruisen · Nicolaas van Hagen · Willem Hardorff · Hendrik Hermanus Hess · Jan van den Heuvel · Jan Adolf Hillebrand · Albertus Antoni Hinsz · Bernard Petrus van Hirtum · Nicolaas van Hirtum · Cornelis Hoornbeek · Klop Orgels & Klavecimbels · Hermanus Knipscheer · Johan Frederik Kruse · Ernst Leeflang · Lohman · Jan van Loo · Michaël Maarschalkerweerd · Pieter Maarschalkerweerd · Abraham Meere · Roelf Meijer · Michaël Mercator · Carl Friedrich August Naber · Familie Niehoff · Cornelis van Oeckelen · Petrus van Oeckelen · Detlef Onderhorst · Pels & Van Leeuwen · Pereboom & Leijser · Elbert Pluer · Radersma · Joachim Reichner  · Reil · Cornelis Rogier · Mense Ruiter · Conradus Ruprecht II · Hans Wolff Schonat · Franciscus Cornelius Smits · Frans Casper Snitger · Johannes Stephanus Strümphler · Johannes Wilhelmus Timpe · Valckx & Van Kouteren · Kam & Van der Meulen · Henk Veeningen · Matthijs Verhofstadt · Vermeulen · Verschueren · Johannes Vollebregt · Jacobus Vollebregt · Van Vulpen · Christian Gottlieb Friedrich Witte · Johan Frederik Witte · Lodewijk Ypma · Jacobus Zeemans
Zuid-Nederlands orgelbouwer (voor 1830)